# Clara McGregor
Clara McGregor, född 4 februari 1996, är en engelsk producent, manusförfattare och skådespelare. Hon är dotter till Ewan McGregor och Eve Mavrakis. Utöver tidigare insatser fick hon positiv kritik för sin skådespelarinsats i Bleeding Love.